# Elvis Gaseb
Elvis Khikhoe Jr. Gaseb (* 11. Dezember 2002) ist ein namibischer Leichtathlet, der sich auf den Sprint spezialisiert hat.

## Sportliche Laufbahn
Erste Erfahrungen bei internationalen Meisterschaften sammelte Elvis Gaseb im Jahr 2021, als er bei den U20-Weltmeisterschaften in Nairobi mit 10,87 s in der ersten Runde im 100-Meter-Lauf ausschied. 2024 schied er bei den Afrikaspielen in Accra mit 10,55 s und 21,16 s jeweils im Halbfinale über 100 und 200 Meter aus und verpasste mit der namibischen 4-mal-100-Meter-Staffel mit 40,20 s den Finaleinzug. Anschließend schied er bei den Afrikameisterschaften in Douala mit 21,21 s im Semifinale im 200-Meter-Lauf aus und belegte mit der 4-mal-100-Meter-Staffel in 39,82 s den vierten Platz. Zudem gelangte er mit der 4-mal-400-Meter-Staffel mit 3:08,69 min auf Rang sechs und kam im 400-Meter-Lauf mit 47,58 s nicht über die Vorrunde hinaus.
2024 wurde Gaseb namibischer Meister im 400-Meter-Lauf, 2021 und 2023 hatte er noch jeweils Bronze über die 100 und 200 Meter gewonnen.

## Persönliche Bestzeiten
- 100 Meter: 10,45 s (+0,2 m/s), 29. April 2023 in Gaborone
  - 60 Meter: 6,83 s (+0,6 m/s), 20. Februar 2021 in Windhoek
- 200 Meter: 21,08 s (+0,6 m/s), 27. April 2024 in Windhoek
- 400 Meter: 45,97 s, 26. April 2024 in Windhoek